# 桑原元勝
桑原 元勝（くわばら もとかつ）は、戦国時代から安土桃山時代にかけての武将。大内氏、後に毛利氏家臣。父は周防国玖珂郡椙杜郷を本貫とする国人で蓮華山城主である椙杜房康。兄に椙杜隆康、弟に椙杜元種と内藤次郎右衛門尉がいる。

## 生涯
周防国玖珂郡椙杜郷を本貫とする国人で蓮華山城主である椙杜房康の次男として生まれる。
天文24年（1555年）6月8日、安芸国佐伯郡大野から厳島に渡る毛利元就の船を大内氏配下の屋代島衆である桑原隆祐が襲撃したが、毛利軍の援軍として駆け付けた乃美宗勝、飯田義武、桑原龍秋、金山次郎五郎らの反撃を受けて飯田義武に討ち取られたことで、父・房康が桑原氏の生まれである縁からか、元勝がその後を継いだ。
同年10月1日の厳島の戦いで毛利軍が勝利し陶晴賢が討死すると、毛利元就は続けて周防国へと侵攻して防長経略を開始。元就は周防侵攻の手始めとして、同年10月8日に使僧を椙杜隆康・元種兄弟のもとに派遣し、厳島の戦いにおいて陶晴賢や弘中隆兼らをはじめとする陶軍を殲滅したと戦果を伝えて毛利氏への帰属を勧告した。隆康は元就の勧告を受けて、山口へ出陣の際に先鋒を務めることを約すると共に人質を出して毛利氏に服属し、岩国に在陣する毛利元就・隆元父子と面会した。
同年閏10月5日付けで屋代島衆が望んだ所領を記した各望地注文の筆頭に「150石足　桑原源太郎」と記されており、同年閏10月18日には、椙杜氏が無二の覚悟で毛利氏に味方した功について、今後元就と隆元自身のみならず、毛利家としても忘却することはない旨の起請文が兄・隆康と元勝に宛てて送られている。その後、弟の椙杜元種と共に毛利元就、隆元、小早川隆景に取り立てられ、椙杜氏当主である兄・隆康の補佐として500石を与えられた。
永禄4年（1561年）に毛利氏が九州に進出すると、川内警固衆を率いる児玉就方麾下の警固衆として元勝も従軍し、門司城攻防戦に参加。小倉に進出する大友軍の背後を攪乱するため、同年9月6日に豊前国仲津郡簑島、9月12日に筑前国遠賀郡花尾の大友軍を児玉就方の警固衆が襲撃し、9月28日に再び簑島の大友軍を襲撃した際には元勝と高束新右衛門尉が敵兵の首を挙げている。さらに10月26日に大友軍が再び門司城に攻め寄せると元勝も奮戦し、沓屋通種、石井左馬允、川野弥三郎、大多和就重、黒川兵部丞、手島又五郎、桑原龍秋、弘中就慰、川野七郎左衛門尉、矢野弓助らと共に武功を立てた。
天正4年（1576年）、石山本願寺から兵糧補給要請を受けた毛利輝元は、乃美宗勝と児玉就英を主将とし、その他に福間元明、井上春忠、村上元吉、村上吉充ら安芸・備後・伊予の水軍に700～800艘の警固船を率いて東航させ、同年6月には淡路国津名郡岩屋を占拠して十分に準備を整えた後の7月12日に岩屋を出発し、和泉国和泉郡貝塚で雑賀衆と合流。翌7月13日に堺や住吉を経て木津川口において織田氏配下の水軍と激突し、焙烙を多用した毛利水軍の攻撃により織田水軍は壊滅。毛利軍は無事に石山本願寺に兵糧を運び込むことに成功した（第一次木津川口の戦い）。同年7月15日に木梨元恒、村上吉充、生口景守、児玉就英、富川秀安（宇喜多氏家臣）、村上武満、粟屋元如、井上春忠、包久景勝、桑原元勝、村上景広、香川広景、村上吉継、乃美宗勝、村上元吉の15名による連名で児玉元良、児玉春種、岡就栄に対し、木津川口の戦いについての報告をしている。
没年は不詳。桑原元国が後を継いだ。